# Tettigoniopsis miyamotoi
Tettigoniopsis miyamotoi är en insektsart som beskrevs av Yamasaki 1983. Tettigoniopsis miyamotoi ingår i släktet Tettigoniopsis och familjen vårtbitare. Inga underarter finns listade i Catalogue of Life.